# Bathypectinura lacertosa
Bathypectinura lacertosa är en ormstjärneart som först beskrevs av George Richard Lyman 1883.  Bathypectinura lacertosa ingår i släktet Bathypectinura och familjen Ophiodermatidae. Inga underarter finns listade i Catalogue of Life.